# Steinberg (Gumtow)
Steinberg ist ein Wohnplatz im Ortsteil Wutike der Gemeinde Gumtow im Landkreis Prignitz in Brandenburg.

## Geografie
Der abgelegene Ort liegt drei Kilometer südwestlich von Wutike und sieben Kilometer ostnordöstlich von Gumtow. Er besteht aus einer größeren nördlichen und einer kleineren südlichen Gebäudegruppe. Zwischen diesen Siedlungsteilen führt ein 150 Meter langer Fahrweg über eine unbebaute Fläche. Im Westen wird die auf einer Anhöhe liegende Siedlung von der Bahnstrecke Neustadt–Meyenburg umschlossen.
Die Nachbarorte sind Bahnhof Wutike im Norden, Wutike und Bork im Nordosten, Drewen und Karl-Friedrichshof im Südosten, Gantikow im Süden, Demerthin im Südwesten, sowie Vehlow und Minnashöh im Nordwesten.

## Geschichte
In den historischen Karten vom Deutschen Reich (1902–48) wurden die beiden Siedlungsteile an gleicher Stelle verzeichnet und mit der Bezeichnung „Abbaue zu Wuticke“ versehen. Ein damals 500 Meter südöstlich der südlichen Häusergruppe und bereits jenseits der eigenen Gemarkung gelegenes Gehöft, trug die Beschriftung „Abbau zu Drewen“ und ist heute nicht mehr vorhanden.